# LNG Hrvatska
LNG Hrvatska d.o.o. (ook LNG Croatia LLC) is een bedrijf dat een drijvende hervergassingsterminal voor vloeibaar aardgas (LNG) exploiteert in Omišalj op het eiland Krk, Kroatië. Het is op 1 januari 2021 in gebruik genomen en de volledige capaciteit (2,6 miljard kubieke meter per jaar) is geboekt voor de komende drie jaar.

## Geschiedenis
Het project werd voor het eerst overwogen in 1995, toen het eerste verkennende werk werd ondernomen. In 2008 is een haalbaarheidsstudie afgerond en in 2010 is de vestigingsvergunning afgegeven nadat een milieueffectrapportage was uitgevoerd. Het project is ontwikkeld door Adria LNG, met als aandeelhouders E.ON Ruhrgas, TotalEnergies, OMV, RWE en Geoplin. Het consortium was van plan een belang van 25% te nemen voor Kroatische partners, met de verwachting dat het oliemaatschappij INA (14%), energiebedrijf HEP en gaspijpleidingbeheerder Plinacro (samen 11%).
In oktober 2009 verliet een van de projectpartners RWE het project. In december 2010 sloot het consortium zijn kantoor in Kroatië, wat het einde van het project betekende.
In april 2016 kondigde eerste vice-premier Tomislav Karamarko de herstart van het project aan.
Op 30 november 2017 is Front-End Engineering and Design ontwikkeld door het Belgische bedrijf Tractebel. FEED is als een basisvariant van drijvende constructie LNG-terminal op het eiland Krk voorspelde het "meest complexe" scenario, waarbij het FSRU-schip van grotere afmetingen en de constructie van de funderingen van de betonnen walsysteem-caissons van gewapend beton betrokken zijn.